# Дельфины
Дельфи́ны — водные млекопитающие инфраотряда китообразных, принадлежащие либо к семейству дельфиновых (Delphinidae) — морские, либо к нетаксономической группе речных дельфинов — пресноводные. Питаются мелкой рыбой.
Дельфином также называют азовку, принадлежащую к семейству морских свиней.

## Анатомия и физиология
Тело дельфина очень хорошо приспособлено для движения в воде и позволяет им очень быстро плавать. Этому также помогает очень эластичная и гладкая кожа, благодаря маслянистым выделениям, облегчающим скольжение в воде. Длина — 2,3—3,7 м, вес — 150—300 кг. Спинной плавник, если есть, обычно скорее серповидный, чем треугольный; если он не загнут, то очень высокий, как у самца косатки.
У большинства дельфиновых челюсти образуют хорошо развитый рот — «клюв», в котором находится от двух (клюворылы и ремнезубы) до 272 зубов — рекорд для млекопитающих. Зубы имеют форму остроконечных шипов, идеальную для удержания скользкой добычи.

### Пищеварительная система
Дельфины питаются, главным образом, рыбой. Зубами они захватывают пищу (конические зубы со временем становятся уплощёнными на концах, как бы усечёнными, все зубы у дельфинов одинаковые, не дифференцированные). Затем дельфин поворачивает рыбу языком так, чтобы продольная ось тела рыбы шла параллельно продольной оси его тела. Смыкая челюсти, животное раздавливает рыбу, придавая ей цилиндрическую форму. Благодаря этому рыба может пройти сбоку от гортани в пищевод. Вода, попадающая вместе с рыбой, выжимается с помощью сфинктера глотки.
Через пищевод пища попадает в четырёхкамерный желудок.
Стенки первого отдела и прилегающего к нему участка пищевода состоят из наружного продолговатого мышечного слоя и внутреннего циркулярного. Функция первых двух отделов заключается в том, чтобы почти полностью переваривать рыбу. Первый отдел желудка представляет собой очень большой мешок, выстланный изнутри белой и гладкой слизистой.
При переходе пищи из первого во второй отдел пищеварительный тракт суживается, но может растягиваться. Второй отдел внешне выглядит как шар, на ощупь напоминает резиновую ткань. Стенка изнутри красная, состоит в основном из трабекул и лакун, идущих во всех направлениях. Снаружи лежит мышечный слой.
Второй и третий отделы соединены узким каналом, длиной 65 мм, диаметром 10 мм, с хорошо развитой кольцевой мускулатурой (аналогично, по-видимому, привратнику желудка человека).
Третий отдел имеет гладкие стенки с углублениями. На белом фоне этой стенки видны мелкие серые точки.
Из третьего в четвёртый отдел ведёт узкий проход, диаметром 6 мм. Мышечная стенка его снаружи покрыта очень мощным слоем фиброзной ткани.
Четвёртый отдел заполнен жёлтой желчью, издающей запах, типичный для верхних участков кишечника. Изнутри, вокруг маленького входного отверстия, лежит ярко красное кольцо, от которого отходят четыре полоски такого же цвета, идущие вниз по стенке. В четвёртый отдел впадает проток поджелудочной железы и желчный проток. Суживаясь, он переходит в типичный тонкий кишечник, но истинного сфинктера у его выхода нет.
Кишечник — тонкая эластичная трубка. К нижнему концу кишечник несколько увеличивается. У дельфинов нет ни слепой кишки, ни аппендикса. Весь кишечник прикреплён к задней брюшной стенке общей брыжейкой; никаких карманов и сумок брюшина не образует. Четыре отдела желудка крепятся к нижней части диафрагмы. Кишечник оканчивается небольшой прямой кишкой со слабыми и тонкими мышцами и небольшим анусом, открывающимся в анально-мочеполовую щель у самок и в анальную щель у самцов.
Экскременты выводятся либо в виде длинных нитей, либо в жидком виде. Иногда они всплывают, иногда тонут.

### Дыхательная система

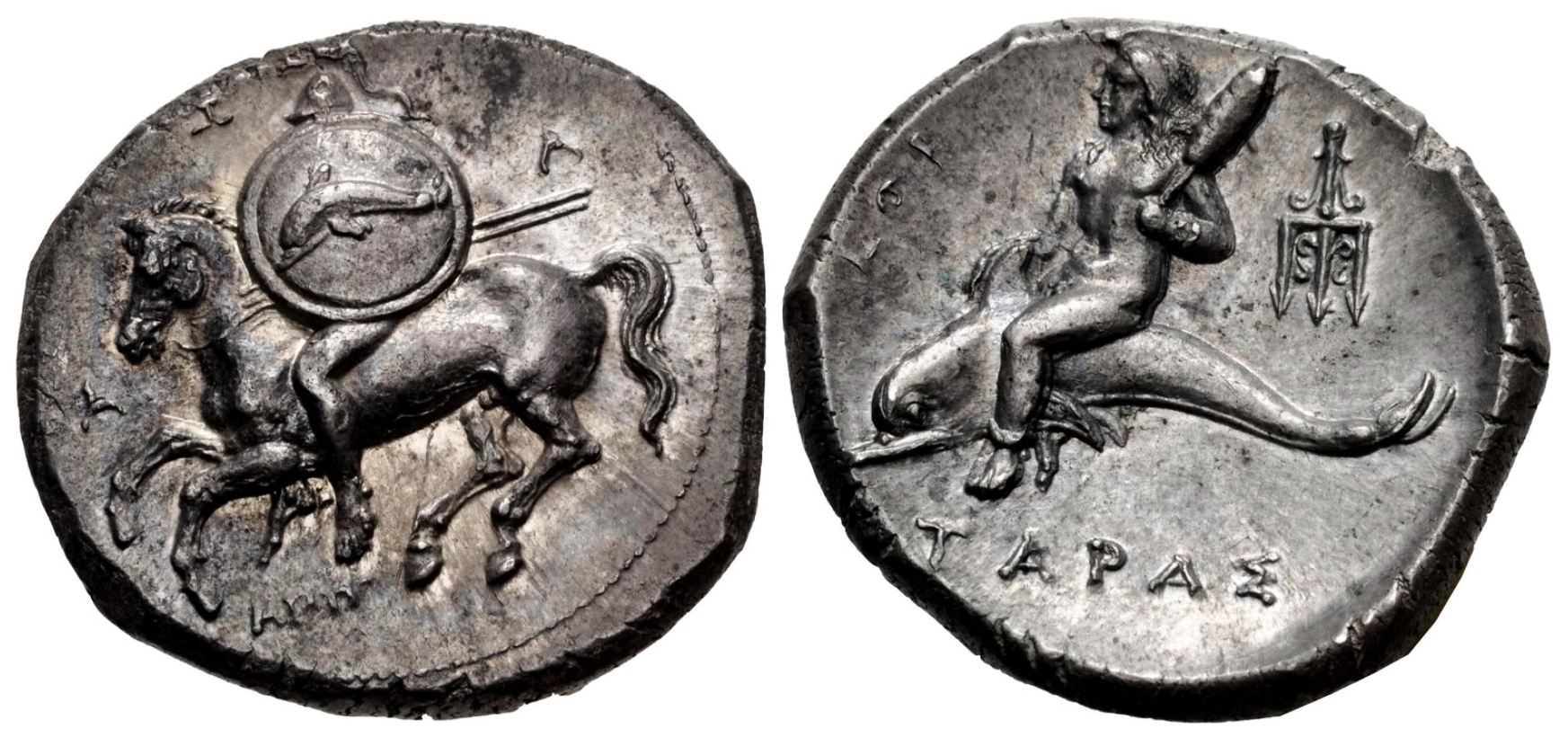
Серебряный статер из Тарента (ок. 290 г. до н. э.), изображающий Фалантоса верхом на дельфине с одной стороны и всадником со щитом, украшенный дельфином, с другой стороны

Китообразные дышат воздухом. Дыхало у них расположено на верхней части головы, перед лбом (большой лобный выступ, лежащий на верхней челюсти и состоящий из сети коллагеновых волокон, заполненной жировой тканью звуковая линза). Воздушные мешки представляют собой генератор разнообразных звуков, передняя стенка черепа — рефлектор, а лобный выступ — своеобразная акустическая линза. Поэтому у зубатых китов голову можно сравнить с «акустическим прожектором». Это сложное устройство служит передающей частью гидролокатора дельфина. У края дыхала имеется «носовой» клапан и передняя наружная «губа», которые открываются только на момент выдоха-вдоха. В самом дыхале, ниже первых двух воздушных мешков, над нижними воздушными мешками, расположены две внутренние «губы», регулирующие просвет дыхательных путей. Функция воздушных мешков и «губ», по-видимому, состоит в том, чтобы:
1. собирать воду, входящую через открытое дыхало в конце вдоха;
2. изгонять эту воду при закрытых нижележащих сфинктерах;
3. хранить запас воздуха и перегонять его из мешка в мешок, чтобы издавать звуки в воде или воздушной среде.

Когда животное хочет издать звуки в воздушной среде, оно может выдуть воздух через дыхало, пропуская его между носовым клапаном и наружной «губой». Дельфин может также открыть наружный клапан дыхала и «губу» и использовать внутренние «губы», при этом возникают, напоминающие вой сирены и крики. Очевидно, он может так же использовать мешки и «губы» для свиста.
Во время вдоха и выдоха вся эта система широко открыта, выше места, где воздухоносные пути разделяются надвое костной перегородкой. Во время вдоха носоглоточный сфинктер, по-видимому, удерживает гортань. Сама гортань открывается, а черпаловидные хрящи отходят друг от друга, тем самым создаётся канал для прохождения воздуха через глотку в трахею. Черпаловидные хрящи гортани могут перекрывать воздухоносные пути, отделяя трахею от верхнего носового хода. Гортань может быть полностью отделена и от носоглотки при помощи мышц глотки, прикрепляющейся к подъязычной кости. При погружении в воду дыхало рефлекторно закрывается.
Гортань и трахея состоят из плотной хрящевой ткани и расположены под тупым углом друг к другу. Пищевод и дыхательные пути у дельфинов разобщены. В стенках глотки, сбоку от гортани, есть специальные легко растяжимые участки, снабжённые железами, которые выделяют много слизи. Именно за счёт их растяжения проходит крупная рыба.
Трахея у дельфинов широкая и короткая — трубка, диаметром 2,8 см, длина её 5 см, затем трахея делится на 3-4 бронха, которые почти сразу разделяются на более мелкие. Стенки трахей бронхов (за исключением бронхиол) снабжены хрящевыми кольцами. Альвеолы крупнее, чем у человека, диаметр — 1-3 мм.
Активная фаза дыхательного акта — 0,3 сек. За этот промежуток времени животное выдыхает, а затем вдыхает 5-10 литров воздуха. Дыхательное отверстие закрывается клапаном. Через дыхательное отверстие воздух попадает в верхние дыхательные пути, с которыми сообщаются воздушные мешки. Дальше воздух попадает в гортань, устье которой закрывается плотно. Из гортани воздух по трахее попадает прямо в лёгкие.
При необходимости, дельфин может плавать под водой 7-15 минут, а боле крупные китообразные около часа. Дельфин может извлекать из воздуха значительно больше кислорода, чем наземные животные (в атмосферном воздухе 21 % кислорода, в выдыхаемом нами — 16 %, к тому же объём наших лёгких используется неполно /при общем объёме 2680 ± 120мл используется 712 ± 90 мл). Глубокий выдох и такой же глубокий вдох обменивает лёгких дельфина около 90 % воздуха, Помимо гемоглобина способного присоединять кислород и переносить его к органам и тканям, у дельфина есть миоглобин в мышцах. Он способен присоединять к себе кислород и, таким образом, запасать его, а потом постепенно отдавать.
При нырянии поток крови в организме распределяется так, чтобы в первую очередь обеспечить кислородом мозг, сердце, затем активно работающие мышцы и уже в последнюю очередь другие органы.
Под водой тело человека или животного находится под значительным давлением (на глубине 10 метров — в два раза выше атмосферного; 20 метров — в три раза; 30 метров — в четыре). Чтобы человек, находясь под таким давлением, мог дышать, воздух в его лёгкие должен поступать под таким же давлением, но любые газы (кислород, азот и т. д.) растворяются в жидкостях (крови, тканевой жидкости), причём тем больше, чем выше давление. По этой причине у водолаза, который подышал воздухом под большим давлением, кровь и ткани тела насыщены растворёнными в них газами, в основном азотом. Когда водолаз поднимется на поверхность, давление упадёт до нормального и окажется, что количество газов в крови гораздо больше того, что может быть растворено при невысоком атмосферном давлении. Весь излишек растворённого газа начинает выделяться из крови и тканей: кровь вскипит миллионами мелких пузырьков газа. Это грозит гибелью или тяжёлым заболеванием — декомпрессионной болезнью, поэтому водолаз должен подниматься на поверхность постепенно.

Через лёгкие водолаза, когда он работает под водой, протекает огромное количество сжатого воздуха, поэтому в крови растворяется столько газов, сколько их может раствориться при данном давлении — до полного насыщения. У дельфина же в лёгких только те несколько литров воздуха, которые он набрал при последнем вдохе. И даже если дельфин с таким запасом воздуха ныряет на большую глубину, где высокое давление заставит раствориться в крови почти весь азот, всё равно этого количества окажется недостаточно, чтобы насытить кровь азотом.

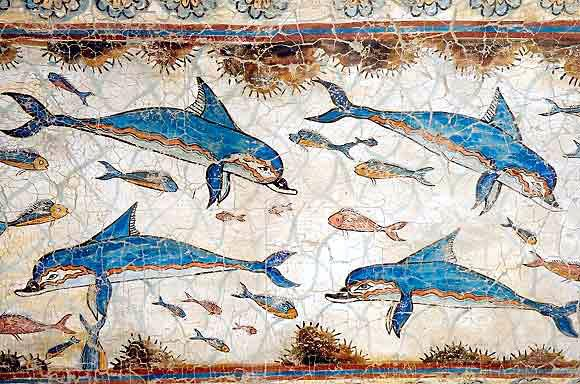
Фреска с дельфинами, ок. 1600 г. до н. э., из Кносса, Крит

### Мышечная система
Самыми крупными и сильными из мышц являются мышцы челюстей, из жевательных мышц особенно хорошо развита височная.
Наиболее важными являются мелкие, тонкие и хорошо дифференцированные мышцы, расположенные по ходу дыхательного тракта и функционирующие фонации. Вокруг наружного отверстия дыхала имеется множество мышц, служащих для его открывания; закрывается дыхало пассивно. Резко выступающая часть дыхала по своему виду напоминает «язык» («носовой клапан»). Это гибкая, эластичная ткань. Многие из этих мышц прикреплены к коже и другим тканям (костям, салу), лежащим впереди дыхала. Непосредственно под дыхалом расположены воздушные мешки. Ниже этих мешков воздухоносные пути разделяются костной носовой перегородкой.
Воздушные мешки имеют сложную систему мышц, отходящих во всех направлениях. Очевидно, эти мешки дают возможность издавать звуки под водой, а также в воздушной среде. В носоглотке расположен сфинктер, который сжимает верхние части гортанных хрящей, обеспечивая тем самым непрерывность дыхательных (воздухоносных) путей, пересекающихся с путями прохождения пищи. Этот хрящ отделяет воздухоносные пути от пищеварительной системы. В гортани множество мелких мышц. Чёткая нервная регуляция обеспечивает участие этих мышц в фонации и дыхании.
Грудные плавники приводятся в движение плечевыми и лопаточными мышцами, очень тонко регулируя положение плавника. Грудные плавники действуют в качестве стабилизаторов для совершения фигур «высшего пилотажа». Совершая гребные движения, дельфин может медленно подниматься или опускаться, сохраняя горизонтальное положение тела.

## Места обитания
Виды семейства дельфиновых (Delphinidae) обитают во всех открытых морях и иногда заходят в устья крупных рек. Представители семейства пресноводных, или речных, дельфинов (Platanistodea) имеют гораздо более ограниченное распространение. Большей частью они населяют внутренние пресные водоёмы, хотя некоторые из них могут проникать в солоноватые эстуарии и даже в прибрежные зоны морей.

## Вылов на территории России
С 2022 года в России запрещён промышленный и прибрежный вылов дельфинов. С 1 сентября 2024 года вылов дельфинов для дельфинариев также становится вне закона, однако остаётся возможность их пополнения животными, выращенными в неволе. Но вылов дельфинов разрешается в учебных целях. Для этого при Правительстве РФ создана специальная группа, которая утверждает учебный вылов.